# Hugo Berly
Pour les articles homonymes, voir Berly et Silva.
Hugo Berly Silva, né le 31 décembre 1941 à Santiago au Chili et mort le 24 décembre 2009 à Washington aux États-Unis, est un footballeur international chilien qui évoluait au poste de défenseur.

## Biographie

### Carrière en club
Avec le club des Santiago Wanderers, il remporte une Coupe du Chili. 
Avec l'équipe de l'Unión Española, il remporte deux championnats du Chili, et atteint la finale de la Copa Libertadores en 1975, en étant battu par le CA Independiente.
Il joue 118 matchs dans le championnat du Chili, pour 3 buts inscrits, avec l'Unión Española.

### Carrière en sélection
Avec l'équipe du Chili, il joue 10 matchs, sans inscrire de but, entre 1967 et 1974. Il joue son premier match en équipe nationale le 15 août 1967 contre l'Argentine, et son dernier le 26 avril 1974 contre Haïti. 
Il participe avec la sélection chilienne à la Coupe du monde 1966. Lors du mondial organisé en Angleterre, il ne joue aucun match.

## Palmarès
| Santiago Wanderers - Coupe du Chili (1) : - Vainqueur : 1963. |  | Unión Española - Championnat du Chili (2) : - Champion : 1973 et 1975. - Vice-champion : 1972 et 1973. - Copa Libertadores : - Finaliste : 1975. |